# 玛丽-洛尔·布吕内
玛丽-洛尔·布吕内（法語：Marie-Laure Brunet，1988年11月20日—），法国女子冬季两项运动员。她曾代表法国参加2010年和2014年冬季奥林匹克运动会冬季两项比赛，共获得一枚银牌和一枚铜牌。